# BBC Select
BBC Select byl noční televizní servis BBC. Vysílal od roku 1992 do roku 1994.

## Vznik
BBC Select zahájil vysílání 21. ledna 1992. Vysílal na frekvencích BBC1 a BBC2 v noci, když se vysílá monoskop. Servis experimentoval s pořady pro specifické publikum, kódováním a s vysíláním v noci, které později BBC využila pro BBC Learning Zone a využívá dodnes. Vysílání těchto pořadů v noci umožnilo BBC rozšířit své publikum a zároveň se ve dne věnovat vysílání pořadů pro širší diváckou základnu.

## Program
BBC Select vysílal pořady pro profese jako jsou účetní, zdravotní sestry, učitele nebo právníky. Tyto pořady byly vyráběny BBC i nezávislými produkčními společnostmi, například bývalá londýnská frančíza ITV a produkční společnost Thames Television vyrobila pro Department of Social Security (obdoba naší Správy sociálního zabezpečení) film Living with Disabiities a sérii The Way Ahead, které byly distribuovány zdarma s podmínkou, že z nich nebude žádný finanční zisk a tedy byly vysílány nekódovaně.
Dokonce i korporace využily služby BBC Select, například společnost Cable & Wireless na BBC Select vysílala dvě své valné hromady a to ty v rocích 1992 a 1993, to bylo také vůbec poprvé ve Spojeném království, kdy někdo valnou hromadu vysílal v televizi. Vysílány byly nekódovaně.
Na začátek vysílání a mezi jednotlivými pořady byly pravidelné pěti až desetiminutové mezery, aby byl program nahrán celý a také kvůli pětiminutovým rezervám ve videorekordérech a případným špatně nastaveným časům v rekordérech.

## BBC Selector
Ke sledování pořadů BBC Select byl potřeba speciální set-top box, nazvaný BBC Selector a dekódovací karta BBC Select. Box přijímal signály a ty ho upozornily, že BBC Select začne za chvíli vysílat. Box poté pomocí infračerveného záření zapne videorekordér, jako by divák stiskl červené tlačítko pro nahrávání. Použitý systém se nazýval VideoCrypt S, podobný tomu, který využívala British Sky Broadcasting pro své analogové satelitní vysílání.